# Olympische Sommerspiele 2016/Gewichtheben – Leichtgewicht (Männer)
Das Gewichtheben der Männer in der Klasse bis 69 kg (Leichtgewicht) bei den Olympischen Sommerspielen 2016 in Rio de Janeiro fand am 9. August 2016 in der zweiten Halle des Riocentro statt. Es traten 21 Sportler aus 19 Ländern an.
Der Wettbewerb bestand aus zwei Teilen: Reißen (Snatch) und Stoßen (Clean and Jerk). Die Teilnehmer traten in zwei Gruppen zuerst im Reißen an, bei dem sie drei Versuche hatten. Wer ohne gültigen Versuch blieb, schied aus. Im Stoßen hatte wieder jeder Starter drei Versuche. Der Sportler mit der höchsten Gewichtssumme gewann. Im Falle eines Gleichstandes gab das geringere Körpergewicht den Ausschlag.

## Titelträger
| Weltmeister   | Reißen    | Daniyar İsmayilov | 160 kg | WM 2015 in Houston |
| Weltmeister   | Stoßen    | Shi Zhiyong       | 190 kg | WM 2015 in Houston |
| Weltmeister   | Zweikampf | Shi Zhiyong       | 348 kg | WM 2015 in Houston |
| Olympiasieger | Zweikampf | Lin Qingfeng      | 344 kg | London in 2012     |

## Rekorde

### Bestehende Rekorde
| Weltrekord         | Reißen    | Liao Hui        | 166 kg | Almaty, Kasachstan | 10. November 2014  |
| Weltrekord         | Stoßen    | Liao Hui        | 198 kg | Breslau, Polen     | 23. Oktober 2013   |
| Weltrekord         | Zweikampf | Liao Hui        | 359 kg | Almaty, Kasachstan | 10. November 2014  |
| Olympischer Rekord | Reißen    | Georgi Markow   | 165 kg | Sydney, Australien | 20. September 2000 |
| Olympischer Rekord | Stoßen    | Galabin Boewski | 196 kg | Sydney, Australien | 20. September 2000 |
| Olympischer Rekord | Zweikampf | Galabin Boewski | 357 kg | Sydney, Australien | 20. September 2000 |

## Zeitplan
- Gruppe A: 9. August 2016, 19:00 Uhr (Ortszeit)
- Gruppe B: 9. August 2016, 10:00 Uhr (Ortszeit)

## Endergebnis
| Rang | Athlet                 | Nation            | Gr. | Kgw.  | Reißen (kg) | Reißen (kg) | Reißen (kg) | Reißen (kg) | Stoßen (kg) | Stoßen (kg) | Stoßen (kg) | Stoßen (kg) | Zweikampf |
| Rang | Athlet                 | Nation            | Gr. | Kgw.  | 1           | 2           | 3           | Gesamt      | 1           | 2           | 3           | Gesamt      | Zweikampf |
| ---- | ---------------------- | ----------------- | --- | ----- | ----------- | ----------- | ----------- | ----------- | ----------- | ----------- | ----------- | ----------- | --------- |
| 1    | Shi Zhiyong            | China             | A   | 68,72 | 156         | 160         | 162         | 162         | 188         | 190         | 198         | 190         | 352       |
| 2    | Daniyar İsmayilov      | Türkei            | A   | 68,59 | 156         | 160         | 163         | 163         | 181         | 185         | 188         | 188         | 351       |
| 3    | Luis Javier Mosquera   | Kolumbien         | A   | 68,54 | 150         | 150         | 155         | 155         | 183         | 189         | 190         | 183         | 338       |
| 4    | Bredni Roque           | Mexiko            | A   | 68,63 | 145         | 145         | 145         | 145         | 181         | 187         | 187         | 181         | 326       |
| 5    | Briken Calja           | Albanien          | A   | 68,84 | 145         | 151         | 151         | 145         | 175         | 181         | 184         | 181         | 326       |
| 6    | Serghei Cechir         | Moldau            | B   | 68,75 | 140         | 144         | 147         | 144         | 170         | 175         | 178         | 178         | 322       |
| 7    | Bernardin Matam        | Frankreich        | A   | 68,71 | 140         | 144         | 144         | 140         | 175         | 180         | 182         | 180         | 320       |
| 8    | Won Jeong-sik          | Südkorea          | B   | 68,95 | 143         | 143         | 146         | 143         | 172         | 177         | 180         | 177         | 320       |
| 9    | Triyatno               | Indonesien        | A   | 68,60 | 142         | 142         | 147         | 142         | 175         | 182         | 182         | 175         | 317       |
| 10   | David Sánchez          | Spanien           | B   | 68,61 | 137         | 142         | 145         | 142         | 170         | 175         | 177         | 175         | 317       |
| 11   | Tairat Bunsuk          | Thailand          | B   | 68,65 | 137         | 141         | 141         | 137         | 175         | 179         | 181         | 179         | 316       |
| 12   | Hafifi Bin Mansor Mohd | Malaysia          | A   | 68,71 | 140         | 143         | 144         | 140         | 176         | 181         | 182         | 176         | 316       |
| 13   | Kwon Yong-gwang        | Nordkorea         | B   | 68,36 | 137         | 142         | 142         | 137         | 168         | 172         | 176         | 176         | 313       |
| 14   | Doston Yoqubov         | Usbekistan        | B   | 68,95 | 133         | 137         | 140         | 137         | 172         | 176         | 181         | 176         | 313       |
| 15   | Edwin Mosquera         | Kolumbien         | B   | 68,69 | 140         | 144         | 144         | 140         | 165         | 170         | 175         | 170         | 310       |
| 16   | Mohsen Al Duhaylib     | Saudi-Arabien     | B   | 68,96 | 128         | 135         | 137         | 135         | 162         | 171         | 171         | 162         | 297       |
| 17   | Pan Chien-hung         | Chinesisch Taipeh | B   | 68,79 | 130         | 136         | 136         | 136         | 160         | 160         | 160         | 160         | 296       |
| —    | Karem Ben Hnia         | Tunesien          | A   | 68,87 | 147         | 150         | 150         | 147         | 177         | 177         | 177         | —           | —         |
| —    | Kim Myong-hyok         | Nordkorea         | A   | 68,87 | 157         | 157         | 161         | 157         | 188         | 188         | 196         | —           | —         |
| —    | I Ketut Ariana         | Indonesien        | A   | 68,75 | 145         | 145         | 145         | —           | —           | —           | —           | —           | DNF       |
| 3    | Issat Artykow          | Kirgisistan       | A   | 68,68 | 146         | 151         | 155         | 151         | 181         | 188         | 196         | 188         | DSQ       |

Der Kirgise Issat Artykow gewann ursprünglich mit einem Zweikampfgewicht von 339 kg die Bronzemedaille, wurde aber am 19. August 2016 offiziell disqualifiziert, nachdem man bei ihm die verbotene Substanz Strychnin nachgewiesen hatte.